# Türk Telekom Arena
Turk Telekom Arena novoizgrađeni je višenamjenski športski stadion u Istanbulu, Turska. Korisnik stadiona je nogometni klub Galatasaray. Arena je otvorena 15. siječnja 2011. Kapacitet je 52 652 sjedala. Ovo je drugi po veličini stadion u Turskoj, poslije Atatürka.
Dio je Ali Sami Yen sportskog kompleksa, a otvoren je utakmicom Galatasaraya i Ajaxa iz Amsterdama. Ušao je i u Guinnessovu knjigu rekorda za najbučniju publiku na sportskom stadionu, gdje je izmjereno 131,76 decibela. Također je bio jedan od ponuđenih stadiona za neuspješnu kandidaturu Turske za Europsko nogometno prvenstvo 2016.

## Vanjske poveznice
- Službena stranica (tur.)
- Turk Telekom Arena, Galatasaray.org